# Acalypha stellata
Acalypha stellata är en törelväxtart som beskrevs av Cardiel. Acalypha stellata ingår i släktet akalyfor, och familjen törelväxter. Inga underarter finns listade i Catalogue of Life.